# Il Rossignolo
Il Rossignolo è un ensemble strumentale italiano specializzato nell'esecuzione di musica barocca, galante e classica.

## Storia
Fondato nel 1998 dal clavicembalista Ottaviano Tenerani, che ne è anche direttore, dalla flautista Marica Testi e dal flautista e oboista Martino Noferi, il gruppo suona su strumenti d'epoca, con un organico che varia dal trio alla formazione orchestrale.
Nel 2011, la registrazione de Il Germanico - Serenata attribuita a Händel ha ricevuto premi in Francia, Germania, Italia, Inghilterra e Stati Uniti. In séguito a questo successo, nel 2015 il Rossignolo ha avviato una collaborazione discografica con Sony Classical che prevede incisioni di integrali strumentali di Georg Friedrich Händel e repertorio sacro e profano inedito di autori italiani.
Il Rossignolo esegue concerti, opere e oratori. Tra le esecuzioni, si annoverano varie prime assolute in tempi moderni come quelle de La Caduta de' Decemviri e Il Trionfo della Santissima Vergine Assunta in Cielo di Alessandro Scarlatti, e Santa Flavia Domitilla di Antonio Caldara.
Con Il Rossignolo hanno collaborato artisti quali Rossana Bertini, Laura Cherici, Franco Fagioli, Sergio Foresti, Sara Mingardo, Laura Polverelli, Derek Lee Ragin, Magnus Staveland, Maria Grazia Schiavo.
Molto attivo nel campo della ricerca e della didattica, il gruppo ha la sua residenza artistica presso l'Accademia Internazionale d'Organo e musica antica Giuseppe Gherardeschi di Pistoia dove coordina le varie attività e cura la collezione degli strumenti musicali.
Il Rossignolo è segnalato dalla critica internazionale come uno dei più brillanti e rigorosi gruppi che interpretano musica secondo prassi storicamente informate.

## Discografia
- 1998 - Oratio Caccini Romano, Madrigali et Canzonette a cinque voci  (EMA Vinci records Archiviato il 22 febbraio 2017 in Internet Archive.) - Prima registrazione mondiale
- 2000 - Giovanni Battista Martini, Sinfonie da camera / Sonate per l'organo e il cembalo (Tactus/Orfeo) - Raccolta
- 2001 - Giovanni Battista Martini, Sei sonate per l'organo e il cembalo (Tactus) - Prima registrazione mondiale
- 2002 - Giovanni Battista Martini, Sinfonie da camera a quattro (Tactus) - Prima registrazione mondiale
- 2002 - Alessandro Scarlatti, Concerti e Sinfonie (cpo)
- 2002 - Giovanni Battista Sammartini, Notturni a flauto traverso, due violini e basso (Tactus) - Prima registrazione mondiale
- 2004 - Le sonate originali per flauto a becco, flauto traverso e basso (Orfeo)
- 2005 - Benedetto Marcello, Sonate per flauto e basso Op. 2, vol. I / Opere per clavicembalo (Tactus)
- 2006 - Antonio Vivaldi, Concerti a violino et organo obligati / Sonate per flauto diritto e basso (Tactus)
- 2011 - Georg Friedrich Händel (attr.), Germanico (SONY/DHM) Prima registrazione mondiale
- 2014 - Georg Philipp Telemann, Telemann virtuoso (Brilliant Classics)
- 2019 - Georg Friedrich Händel, Complete Solo Sonatas (SONY/DHM)

## Video
- 2014 - Georg Friedrich Händel, Germanico. Un'opera inedita (Classica HD)